# Levofloxacina
La levofloxacina è un antibiotico che appartiene alla classe dei chinoloni di terza generazione, o fluorochinoloni, caratterizzati dalla presenza di un atomo di fluoro in posizione 6. In particolare la levofloxacina è l'enantiomero levogiro della ofloxacina. I pazienti sottoposti a trattamento con questo farmaco devono evitare l'esposizione al sole.

## Chimica
La levofloxacina è l'isomero levo del composto racemico ofloxacina, un altro agente antimicrobico appartenente alla classe dei chinoloni. La levofloxacina, un carbossichinolone fluorurato chirale, è l'enantiomero puro (-)-(S) dell'ofloxacina.
I gruppi funzionali distinti su queste molecole includono un gruppo idrossile, un gruppo carbonile e un anello aromatico.
La levofloxacina è l'enantiomero S e si lega più efficacemente all'enzima DNA girasi e alla topoisomerasi IV rispetto alla sua controparte.
La sostanza è usata come emiidrato, che ha la formula empirica C18H20FN3O4·½H2O e una massa molecolare di 370,38 g/mol. La levofloxacina è una polvere cristallina di colore variabile da bianco-giallastro chiaro a giallo-bianco.

## Indicazioni
La levofloxacina è utilizzata per trattare infezioni batteriche come:
- Sinusite batterica acuta
- Riacutizzazione acuta di bronchite cronica
- Polmoniti acquisite in comunità
- Infezioni complicate della pelle e dei tessuti molli
- Granulomi infetti
- Pielonefrite e infezioni complicate delle vie urinarie
- Prostatite batterica cronica
- Cistite non complicata
- Inalazione di antrace: profilassi dopo l’esposizione e trattamento curativo[6].

## Dosi terapeutiche
La Levoxacina nella formulazione in compresse viene assunta 1 o 2 volte/die. Il dosaggio in genere varia da 250 a 750 mg/die ed è in funzione del tipo e gravità dell’infezione, dalla sensibilità del microrganismo che si ritiene causare l’infezione, e delle caratteristiche particolari del paziente (ad esempio la sussistenza di uno stato di insufficienza renale cronica).
La formulazione in compresse può essere utilizzata anche per il completamento di un ciclo di trattamento in soggetti trattati inizialmente con levofloxacina per via endovenosa (la cosiddetta "shift therapy").

## Farmacodinamica
La levofloxacina è un fluorchinolone dotato, in vitro, di un ampio spettro di attività verso microrganismi aerobi gram-negativi e gram-positivi e verso microrganismi anaerobi. 
La levofloxacina inibisce in modo selettivo i due tipi di enzima topoisomerasi presenti nel batterio: la DNA girasi e la topoisomerasi IV: sono enzimi fondamentali per la cellula batterica,coinvolti nella duplicazione, trascrizione e riparazione del DNA. La topoisomerasi IV svolge la funzione di separazione delle catene di DNA che deve essere replicato (duplicato) prima della divisione cellulare batterica.
Se il DNA non può essere separato, il processo di replicazione delle molecole dell'acido deossiribonucleico batterico viene interrotto: il batterio non può più dividersi né replicarsi. Il secondo enzima, la DNA girasi, è deputato al Superavvolgimento del DNA: quest'ultimo processo è cruciale per permettere al DNA di rientrare nelle cellule di nuova formazione. Il blocco di entrambi i meccanismi porta perciò alla morte del batterio.

## Farmacocinetica
Dopo somministrazione per via orale la molecola è rapidamente e quasi completamente assorbita; il picco di concentrazione plasmatica è raggiunto entro 1-2 ore. L'assunzione di cibo non modifica in modo significativo l’assorbimento di levofloxacina. La biodisponibilità del composto è quasi del 100%. Il legame con le proteine plasmatiche è di circa il 35-40%.
La molecola è metabolizzata solo in piccola parte: i principali metaboliti sono la desmetil-levofloxacina e la levofloxacina N-ossido.
La levofloxacina viene eliminata dal plasma con una certa lentezza (tempo di dimezzamento di 6-8 ore). L’escrezione avviene in prevalenza con le urine. È stato osservato che non esiste una particolare differenza nella farmacocinetica dopo somministrazione orale o endovenosa: questo conferma che le vie di somministrazione (orale ed endovenosa), sono sovrapponibili.

## Effetti indesiderati
Gli effetti avversi sono generalmente lievi o moderati. Tuttavia è possibile che in rari casi si verifichino effetti avversi gravi, disabilitanti e potenzialmente irreversibili: per questo motivo questo antibiotico deve essere utilizzato solo in caso di effettiva necessità o resistenza ad altri trattamenti antibiotici. 
Tra questi effetti avversi gravi abbiamo la possibilità di lesioni a carico di tendini, muscoli, articolazioni, nervi e sistema nervoso centrale. Raramente, gli antibiotici fluorochinolonici, inclusa la levofloxacina, possono causare tendinite o rottura tendinea. Queste lesioni, inclusa la rottura del tendine, possono verificarsi durante il trattamento ma sono state osservate fino a 6 mesi dopo l'interruzione della terapia. Il ricorso a dosi elevate di fluorochinoloni, i pazienti anziani, i pazienti trapiantati e coloro che stanno assumendo un trattamento corticosteroideo sono a maggior rischio di sviluppare questi problemi. L'incidenza stimata nella popolazione generale è pari allo 0,14-0,40%. Nei pazienti sottoposti a trapianto d'organo l'incidenza può arrivare fino al 15%. 
Altri fattori che possono aumentare il rischio di rottura dei tendini comprendono attività fisica intensa, insufficienza renale, e disturbi tendinei pregressi.
Uno studi caso-controllo condotto in Italia su 22.194 casi di tendinite non traumatica e 104.906 controlli ha rilevato che l'uso di fluorochinoloni era associato in modo significativo a disturbi tendinei, a rottura di tendine e a rottura del tendine di Achille. A seguito del trattamento con fluorochinoloni la rottura del tendine di Achille è stata osservata in 1 su 5989 pazienti di qualsiasi età e in 1 su 1638 pazienti di età > 60 anni.
Un'ampia varietà di altri eventi avversi non comuni ma gravi è stata associata all'uso di fluorochinoloni, con vari gradi di evidenza a sostegno del nesso di causalità.
Tra questi si segnalano anafilassi, epatotossicità, effetti sul sistema nervoso centrale incluse le convulsioni, prolungamento dell'intervallo QT, alterazioni della glicemia e fotosensibilità. 
La levofloxacina sembra produca meno di questi rari effetti avversi gravi rispetto ad altri fluorochinoloni. 
Il farmaco può indurre insonnia e ansia e meno comunemente stato confusionale, allucinazioni, reazioni psicotiche, paranoia, depressione.
Frequente in corso di trattamento anche il capogiro e le vertigini, i tremori, il dolore addominale spesso associato a diarrea (talvolta con perdite ematiche: possibile indizio di una enterocolite batterica o di colite pseudomembranosa, la dispepsia, la nausea e il vomito. Sono stati segnalati anche casi di pancreatite.
Negli USA il farmaco contirene un avvertimento (black box warning) rivolto all'utenza, di rischio di esacerbazione dei sintomi di miastenia grave. Avvisi simili sono stati emanati anche in UK per mettere in guardia contro gli effetti avversi rari ma disabilitanti e potenzialmente irreversibili, associati alla raccomandazione di limitazione d'uso di questi farmaci.

## Controindicazioni
La molecola non deve essere somministrata a soggetti con ipersensibilità nota a levofloxacina o ad altri chinolonici. 
È altresì controindicata in soggetti con storia personale di affezioni tendinee associate alla somministrazione di fluorochinoloni.
Da evitare in bambini o adolescenti nel periodo della crescita. 
La levofloxacina è controindicata in pazienti epilettici e deve essere utilizzata con cautela nei pazienti che possono manifestare attacchi convulsivi quali pazienti con lesioni del sistema nervoso centrale, pazienti sotto terapia concomitante con fenbufen e FANS simili, o farmaci in grado di ridurre la soglia convulsiva cerebrale. 
In letteratura sono riportati alcuni casi di attacchi convulsivi indotti dalla levofloxacina. 
Questi attacchi riguardano interazioni farmacologiche dovute all'inibizione del CYP1A2 da parte del fluorochinolone: la molecola deve quindi essere somministrata con cautela in associazione a farmaci epilettogeni in particolare se substrato dell'enzima CYP1A2.

## Avvertenze
Dà luogo a probabile (antibiotico) resistenza crociata se sono presenti S. aureus o di Escherichia coli, talora di natura extracromosomica associata ai fluorochinoloni.
Lo Staphylococcus aureus resistente alla meticillina (MRSA - Methicillin-Resistant Staphylococcus Aureus) è spesso dotato di una resistenza crociata ai fluorochinoloni, inclusa levofloxacina. Per questo motivo la molecola non è raccomandata per trattare infezioni note o sospette da MRSA.